# 韓菓
韓菓（ハングヮ、ハングァ、朝鮮語: 한과）は、朝鮮における伝統的な菓子の総称。米を主食としてきた朝鮮で発達した菓子で、婚礼や祖先供養といった行事や、旧正月や秋夕などの名節の際に不可欠である。また、お茶菓子として、柚子茶などの伝統的な朝鮮の茶と一緒に食されることも多く、現代の韓国では喫茶店やカフェでも韓菓がしばしば提供される。 
米や小麦粉、木の実などを主な材料に、蜂蜜や水飴を加えて固めたり、油で揚げて作られ、シナモンやショウガなどが味付けのために足されることもあるほか、 ゴマや韓方食材である覆盆子や五味子などが使われることも多い。また、韓菓は松の花粉などで着色した鮮やかな色合いが特徴であり、生地を型で押し抜く技法や、中国に近いことから早くより鉄鍋が普及したことで、材料を揚げたり蜜で煮つめたりする製法が発達した。

## 名称
「韓菓」という名称は、日本統治時代に洋菓子が朝鮮半島にもたらされた際、伝統的な菓子をそれらと区別するためにそのように呼んだことに始まる。韓菓はそれ以前には「造果」（ジョグヮ、朝鮮語: 조과）と呼称されており、天然の果物に対する人工的な甘味として捉えられていたことが窺える。また、油と蜜を使う菓子類を総称する「油蜜果」（ユミルクヮ）という呼称もあり、狭義では薬菓の別称として使われていた。

## 歴史
仏教を国教とした高麗（936年から1392年まで）が成立すると、仏教では殺生が禁じられていることから朝鮮半島では長きにわたって肉食が禁じられ、その代替として穀物の栽培や菓子の消費が増加した。高麗時代には菓子が貴族らの儀式や式典、また私的な宴会などで出された。また仏教の隆盛とともに、中国から入ってきた茶が広く普及し、それに伴い菓子類も発達した。 
『三国遺事』（1281年）では宮中の儀式に使われたと伝えられ、忠烈王22年（1296年）に王室が元の王女を迎えた際には、元で催された結納の宴に高麗から油蜜果を送った記録がある。
しかし、韓菓には多くの油、穀物、蜂蜜が含まれるため、たびたび禁止された。1117年、粛宗国王は揚げ菓子を食べることを禁止した。明宗22年（1192年）には揚げ菓子の代わりに果物を食すように触れが出され、また1353年には揚げ菓子が全面的に禁止された。
高麗の後の朝鮮（1392年から1897年まで）でも菓子類の制限は続いたとされており、両班と呼ばれた貴族でさえも、揚げ菓子は儀式や結婚式のみでしか食べられなかった。また、激しい身分差があった朝鮮では、庶民が韓菓を食すことは罰金または体罰の対象となった。

## 種類
韓菓は作り方により、「油菓」（ユグァ）や「薬菓」（ヤックァ）、「正菓」（チョングァ）、「茶食」（タシッ）などの種類に分けられる。
- 油菓 - 油で揚げたもの
- 薬菓 - 小麦粉に胡麻油と蜂蜜を加えた生地を揚げたもの
- 正菓 - 蜜を使ったもの
- 茶食 - 喫茶時に食べるもの